# Chaskovo
Chaskovo (bulgariska: Хасково) eller Haskovo är en stad i södra Bulgarien, nära gränsen till Grekland och Turkiet. Staden är administrativt centrum i oblasten Chaskovo. År 1985 firade Chaskovo sitt tusenårsjubileum, och för att markera händelsen restes ett nytt klocktorn i stadens centrum.

## Historia
Arkeologiska utgrävningar ger vid handen att området befolkades för cirka 7000 år sedan. I och omkring Chaskovo har man hittat fynd som bekräftar dess långa historia under forntid, samt under thrakisk, forntida grekisk, romersk och bysantinsk tid.
Under 800-talet byggdes en fästning i Chaskovo, som snart kom att byggas ut till en stad. Staden ligger mellan floderna Klokotnitsa, Charmanlijska och Maritsa. 
År 1395 uppfördes Eski camii ('Gamla moskén'), en av de första moskéerna på Balkanhalvön.

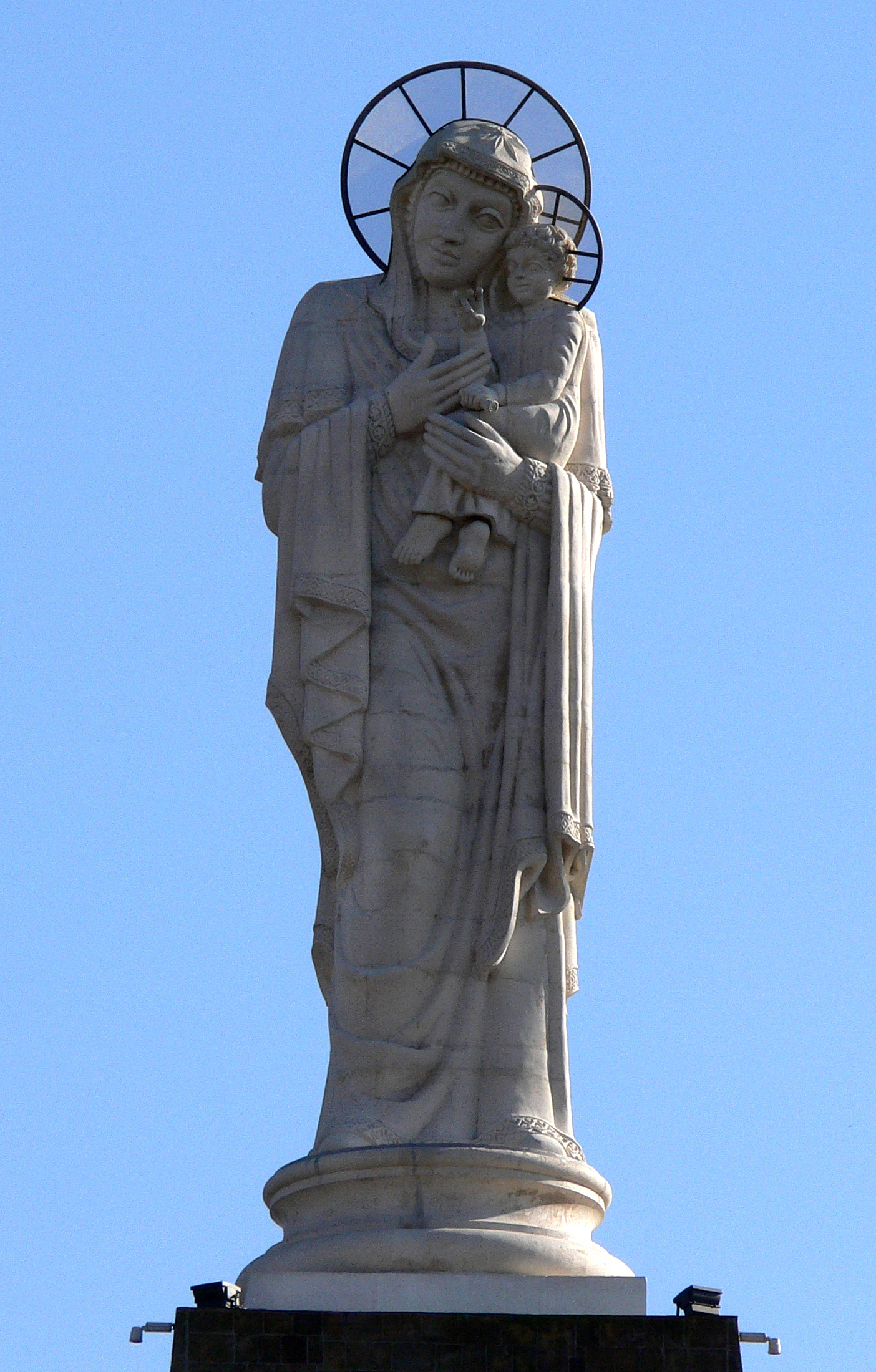
Världens högsta monument över jungfru Maria (2003).

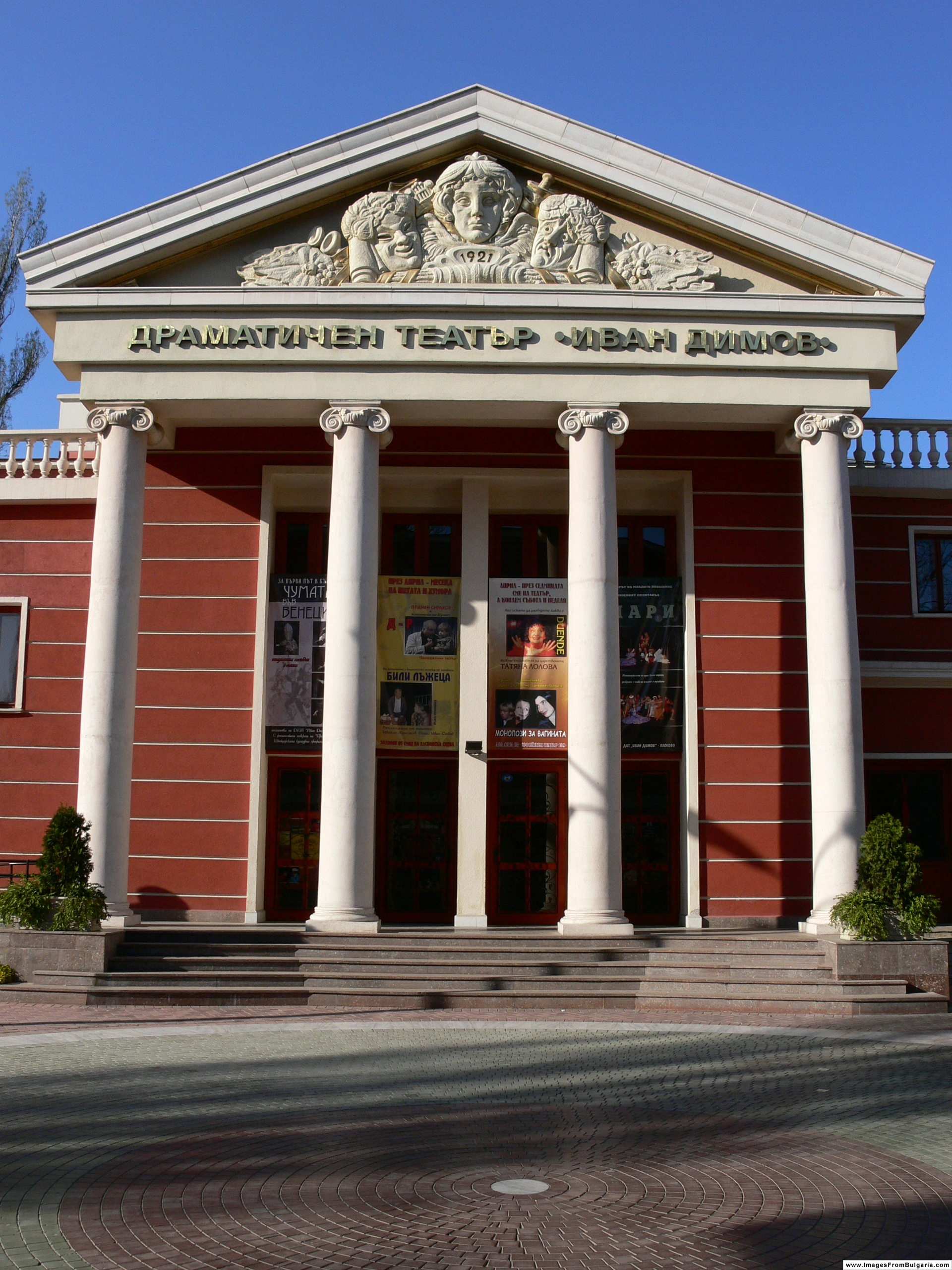
Ivan Dimovs dramatiska teater (1921).

År 1782 kallades staden Marsa. Vissa spekulerar att dagens namn kommer från det arabiska ordet har ('att äga', 'att inneha') och turkiska ordet köy ('by'). Flera historiker har teorier om att det turkiska ordet har har sin rot i betydelsen 'göra ren'. Detta argument förstärks ytterligare av att Chaskovo under den bulgariska renässansen bokstavligen kallades "den rena staden". Det turkiska köy ersattes senare med det mer slaviska suffixet -ovo.
Störst inflyttning till Chaskovo skedde i början av 1800-talet. Under denna tid var bosättningen ett handelscentra för köpmän från Edirne, Enos och Istanbul, och området vann så småningom anseende för att producera utmärkta bomullstyger, silke och mattor.
Efter 1878 blev Chaskovo känt för tillverkning av högkvalitativ tobak, och Bulgariens största fabriker för cigarettillverkning finns fortfarande kvar i staden. Utöver dessa finns idag företag som producerar livsmedel, maskiner och tyger.
Viken Haskovo Cove på Greenwich Island (Sydshetlandsöarna, Antarktis) är uppkallad efter staden Chaskovo.

## Kultur
Kulturlivet i staden representeras av Ivan Dimovs dramatiska teater, ett historiskt museum och ett konstmuseum. I den närliggande Kenana-parken hålls en årlig folkmusikfestival.

## Vänorter
- Abington, Pennsylvania[källa behövs], USA
- Novara[källa behövs], Italien
- Leicester, Storbritannien

## Galleri

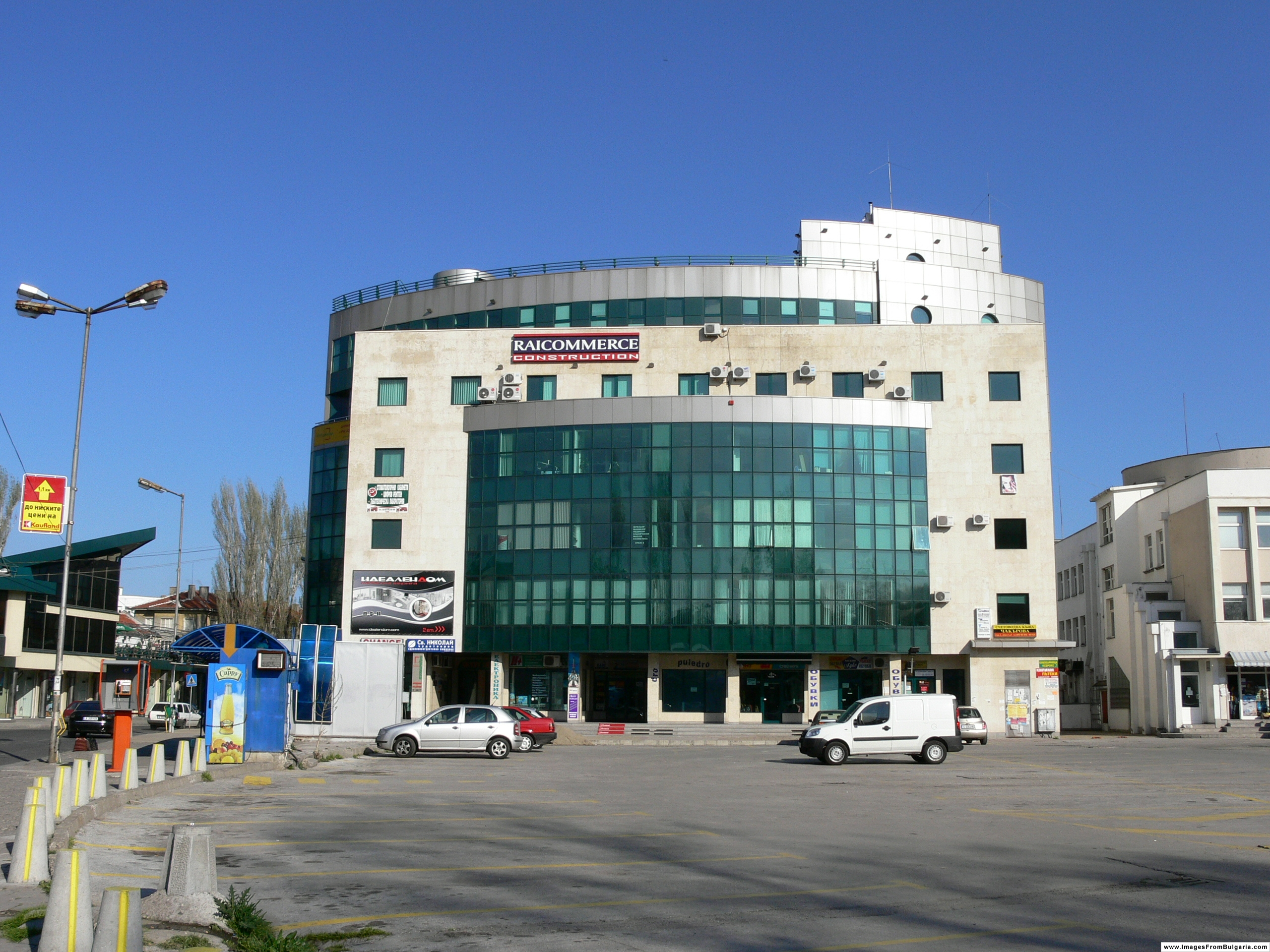
Nyare kontorsbyggnad.
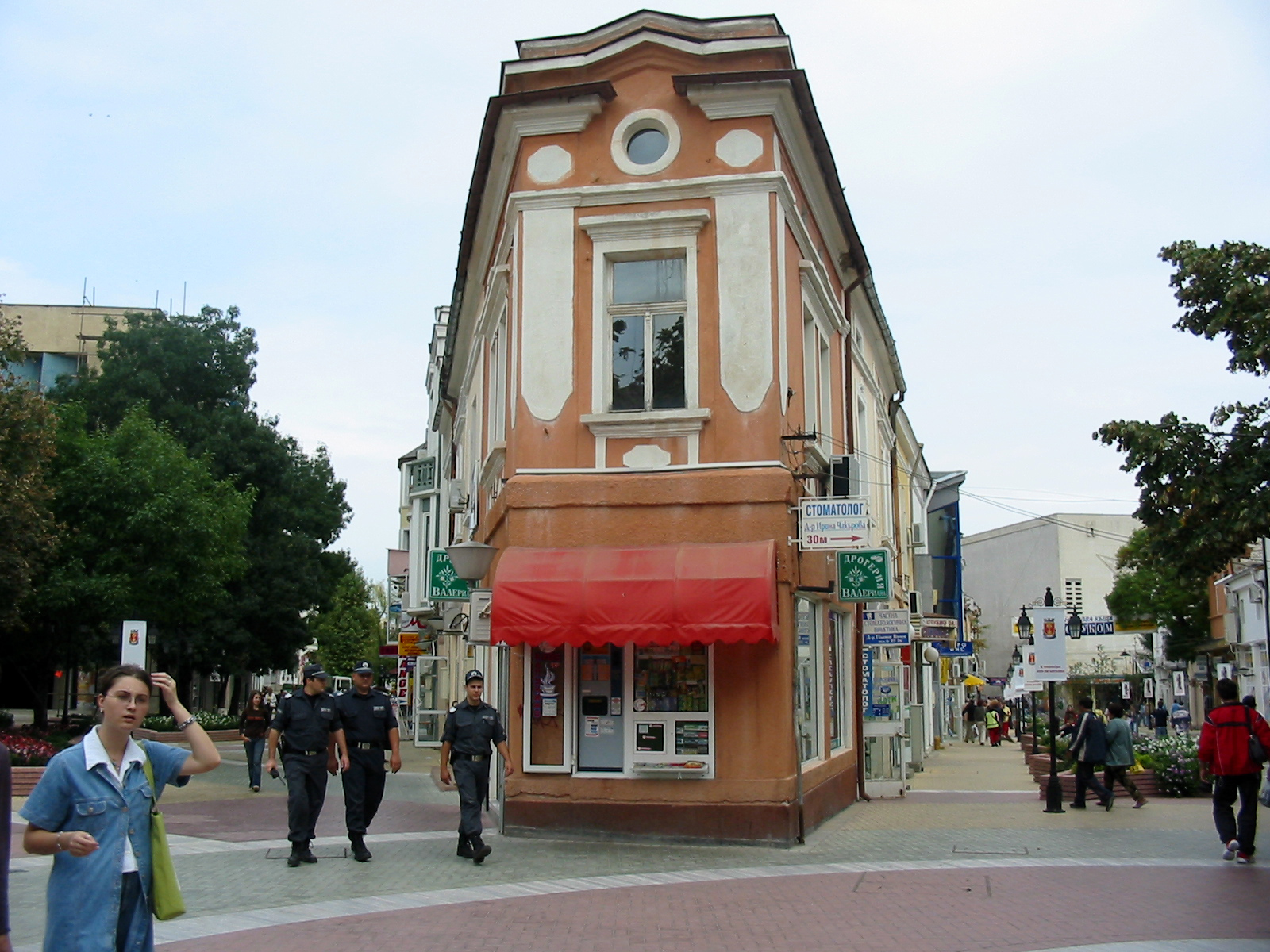
Centrum.
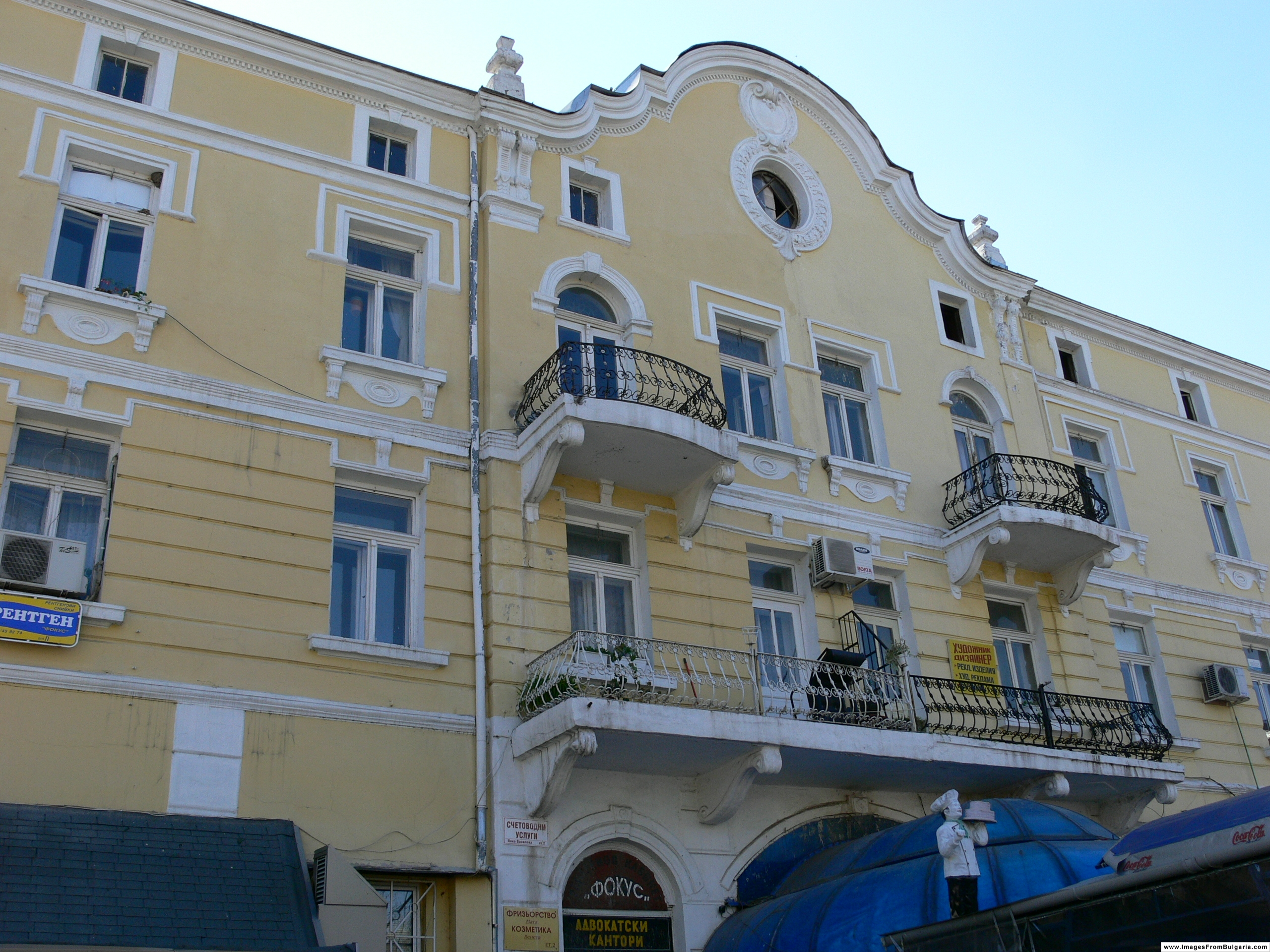
Byggnad i centrum.
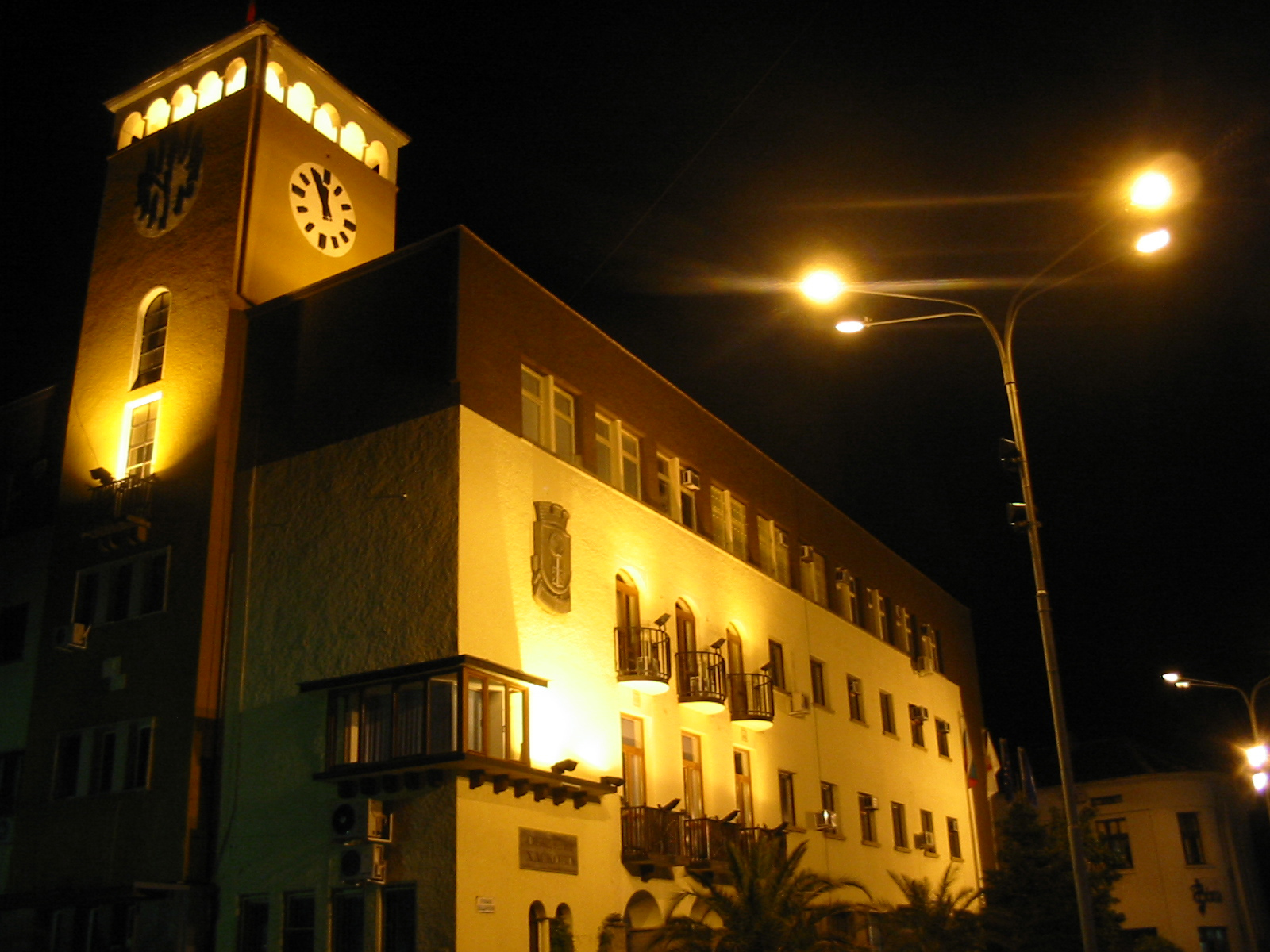
Chaskovos kommunhus.
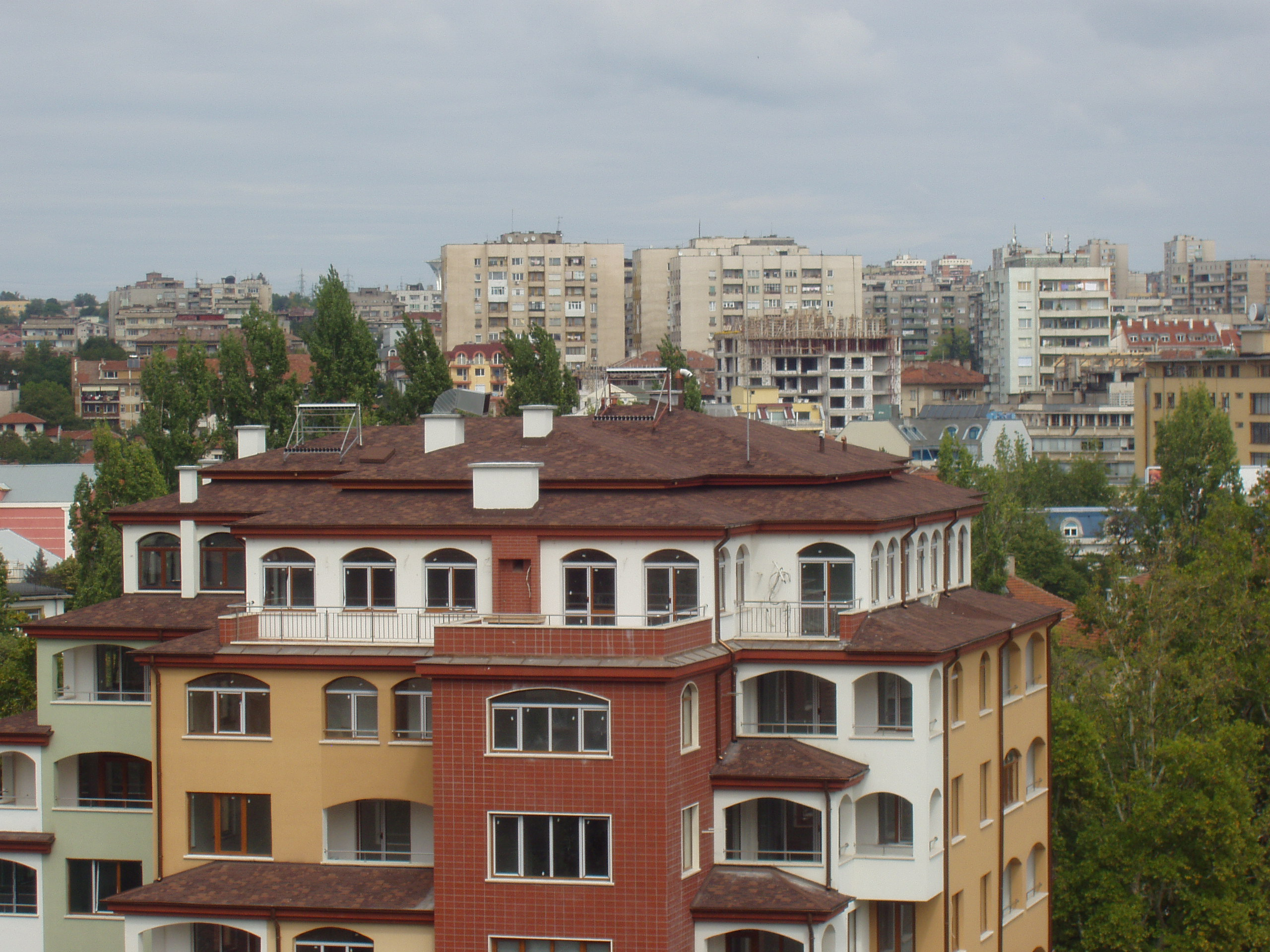
Staden sedd från Jungfru Maria-monumentet.